# László Kozma

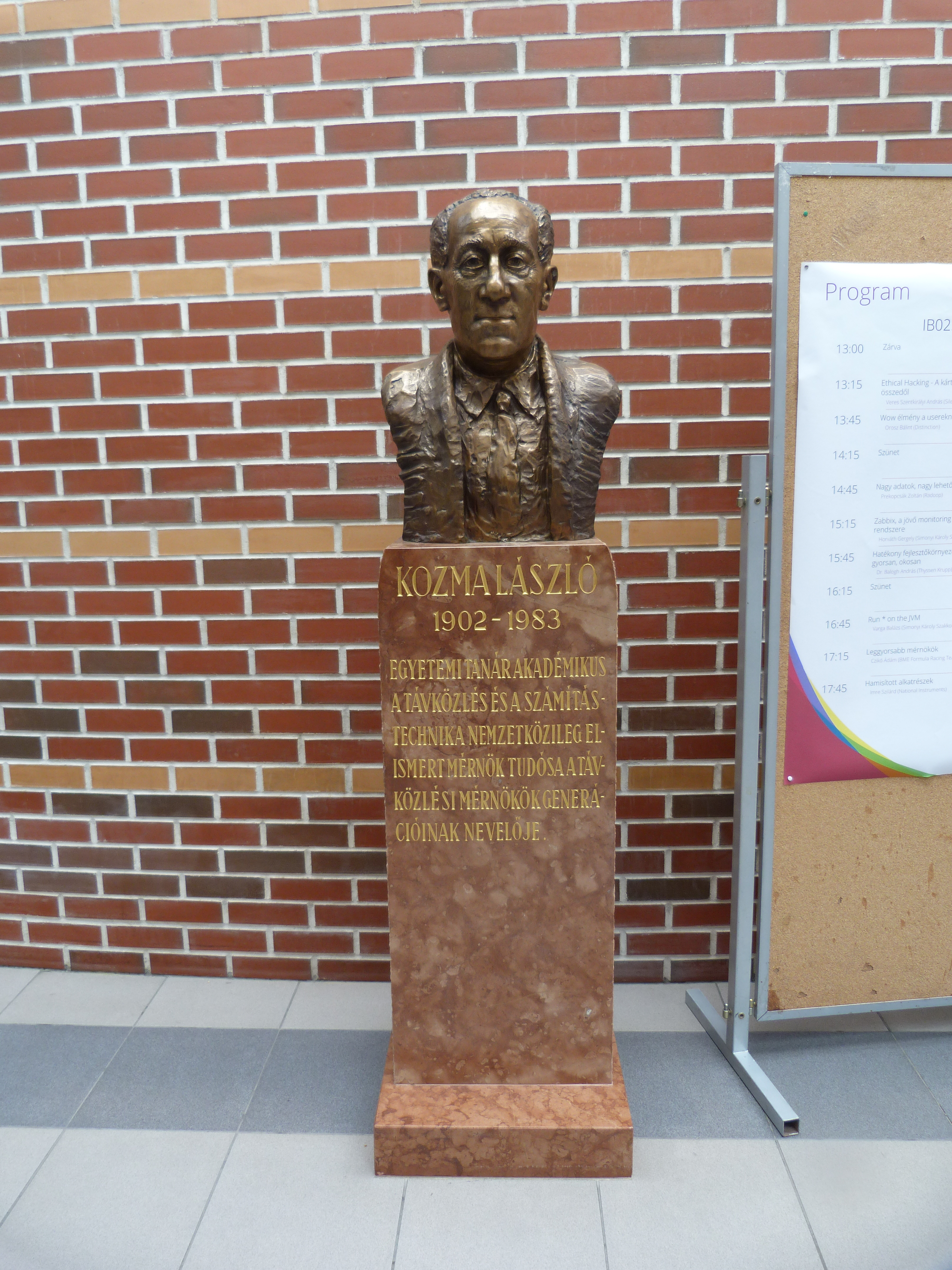
Büste von László Kozma

László Kozma (* 28. November 1902 in Miskolc; † 9. November 1983 in Budapest) war ein ungarischer Computerpionier.

## Leben
Kozma konnte zunächst aufgrund eines Numerus clausus nicht in Budapest Elektrotechnik studieren und arbeitete als Elektriker. Ab 1925 studierte er an der Masaryk-Universität mit dem Abschluss 1930. Er arbeitete für ATT in Antwerpen an Telefonschaltkreisen und kehrte 1942 nach Ungarn zurück. 1944 kam er in das KZ Mauthausen. Zurück in Ungarn 1945 arbeitete er als Ingenieur für eine Elektrofirma, wurde aber 1949 durch die kommunistische Regierung verhaftet, zu 15 Jahren verurteilt und erst 1954 wieder freigelassen und rehabilitiert. 1955 bis 1972 war er Professor an der Technischen Universität in Budapest. 
Aus der Beschäftigung mit Automatisierung von Telefonverbindungen entstand sein Interesse für Computer. 1955 bis 1957 entwickelte er den ersten digitalen Computer in Ungarn, den MESZ-1. Der MESZ-1 war ein Relaiscomputer, den Kozma während der Gefangenschaft entworfen hatte. Er diente an der Universität der Lehre der Relais-Schalttechnik und war 1958 fertig. Er hatte 2000 Relais und beruhte auf dem Dezimalsystem. Kozma konstruierte auch die Input- und Outputeinheiten (ein Fernschreiber als Output und gelochte Filmstreifen als Input). An der Ungarischen Akademie der Wissenschaften wurde (unter Sandor Varga und Rezsö Tarján) ab 1957 der erste Röhrencomputer Ungarns gebaut, basierend auf dem sowjetischen M-3 (von Isaak Semjonowitsch Bruk), aber mit leichten Abwandlungen (wie gleichzeitig auch in Armenien, China und Estland). Er war 1959 fertig.
1996 erhielt er den Computer Pioneer Award. Er war ab 1961 korrespondierendes und ab 1976 volles Mitglied der Ungarischen Akademie der Wissenschaften.